# Капраро (Потенца)
Капраро (итал. Capraro) је насеље у Италији у округу Потенца, региону Базиликата.
Према процени из 2011. у насељу је живело 135 становника. Насеље се налази на надморској висини од 712 м.